# Eastleigh FC
Eastleigh Football Club is een Engelse voetbalclub uit Eastleigh, Hampshire. De club speelt in de National League, het vijfde niveau van het Engels voetbalsysteem. Thuiswedstrijden worden afgewerkt op Ten Acres.

## Geschiedenis
De club werd in 1946 opgericht door Derik Brooks onder de naam Swaythling Athletic Football Club. In 1950 ging de ploeg spelen in de Hampshire League. In 1956 was de club opgestoomt naar het hoogste niveau van de League. Een jaar later besloot de club te verhuizen naar Ten Acres, wat tot op de dag van vandaag hun thuisbasis is. In 1980 werd de club omgedoopt tot Eastleigh Football Club. Eastleigh was begin jaren tachtig een van de sterkere teams in de topdivisie van de Hampshire League, de Division One. In 1982, 1984 en 1985 haalde ze hun hoogste eindpositie, namelijk een vierde plaats.

### Wessex League (1986–2002)
In 1986 werd Eastleigh als medeoprichter toegelaten tot de nieuwe Wessex League. Ze eindigden hun eerste seizoen (1986/87) op een achtste plaats. Eastleight sloot de volgende acht seizoenen telkens af als middenmoter. Vanaf het seizoen 1995/96 ging het beter en eindigde de club zesmaal achter elkaar in de top zeven van de League. Paul Doswell trad in 2002 aan als trainer en onder zijn leiding promoveerde de club drie seizoenen achter elkaar.

### Drie opeenvolgende promoties (2002–2005)
Eastleigh werd in het seizoen 2002/03 kampioen van de Wessex League en promoveerde zodoende naar Division One East van de Southern Football League. Na in het eerste seizoen als vierde te zijn geëindigd, werd de club een divisie hoger geplaatst vanwege de oprichting van de Conference North en Conference South in 2004. Ze werden verplaatst naar de Premier Division van de Isthmian League. De club werd derde in zijn eerste seizoen in de Premier Division en plaatste zich voor de play-offs om promotie. Nadat ze Braintree Town met 2-0 hadden verslagen in de halve finale, won Eastleigh in de finale met 2-1 van Leyton en dwong zodoende promotie af naar de Conference South. Het betekende voor the Spitfires de derde promotie in evenveel seizoenen.

### Conference South (2005–2014)

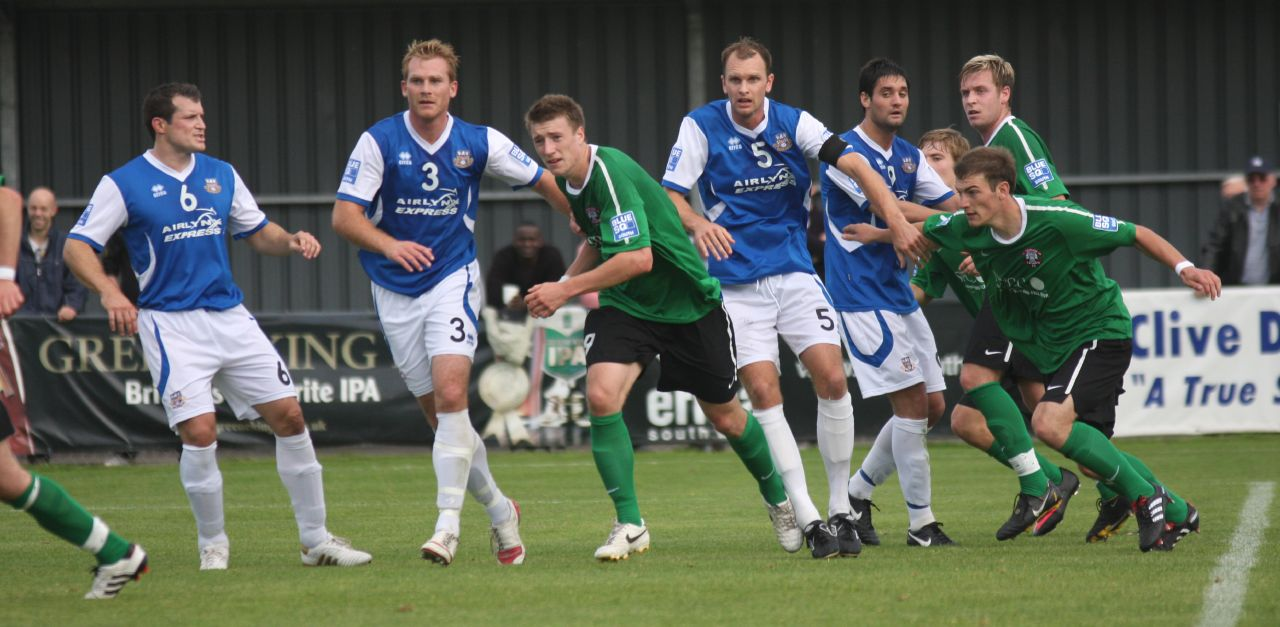
Eastleigh - Lewes FC, Conference South 2010/11

Eastleigh eindigde hun eerste seizoen in de Conference South op een verdienstelijke achtste plaats. In het seizoen 2007/08 kwam de club twee punten tekort voor een play-off-ticket, door een nederlaag tegen Thurrock FC op de laatste speeldag. Het volgende seizoen eindigde ze op de derde plaats, maar verloren ze een tweeluik van Hayes & Yeading United in de halve finale van de play-offs, ondanks de eerste wedstrijd met 4-0 gewonnen te hebben. In het seizoen 2009/10 bereikte Eastleigh voor het eerst de eerste ronde van de FA Cup, waarin het nipt verloor van Barrow (2–1).
Eastleigh kwam in het seizoen 2012/13 voor de tweede keer dichtbij promotie naar de Conference Premier. Ze behaalden de play-offs na het seizoen afgesloten te hebben op een vierde plaats. In de halve finale was Dover Athletic de tegenstander. Na een 3-1 nederlaag in de eerste wedstrijd, won Eastleigh de return met 2-0, waarna strafschoppen uiteindelijk de beslissing moesten geven. Eastleigh verloor de strafschoppenserie met 4-2. Het volgende seizoen werd de club kampioen van de Conference South en promoveerde zodoende voor het eerst in de historie naar de Conference Premier, het hoogste niveau van non-league voetbal.

### Conference Premier / National League (2014–heden)
De eerste wedstrijd van Eastleigh in de Conference Premier was een 3-0 overwinning op Nuneaton Town. Datzelfde seizoen (2014/15) haalde Eastleigh ook voor het eerst de tweede ronde van de FA Cup. In de eerste ronde versloegen ze Lincoln City, dat ook uitkwam in de Conference Premier. In de volgende ronde bleek Southport te sterk. Eastleigh bracht hun hele eerste seizoen door in het linkerrijtje en bleef tot het einde van het kalenderjaar ongeslagen in eigen huis. In het nieuwe jaar werden de thuisresultaten minder, maar presteerde de ploeg goed buitenshuis, met overwinningen op Braintree Town, Chester en Bristol Rovers. Eastleigh eindigde uiteindelijk het seizoen op een knappe vierde plaats, wat recht gaf op deelname aan de play-offs. Dit bleek echter een brug te ver voor de ploeg, hierin bleek Grimsby Town over twee duels met 5-1 te sterk. 
Na slechts één punt gehaald te hebben uit vijf wedstrijden, werd trainer Richard Hill op 23 september 2015 ontslagen. Chris Todd werd naar voren geschoven als interim-trainer en na een aantal goede resultaten werd hij op permanente basis aangesteld. Eastleigh behaalde goede resultaten onder Todd's bewind en stond rond Kerstmis op de derde plaats. Ondertussen kwam de club in de landelijke Engelse media wegens hun prestaties in de FA Cup. Eastleigh reisde in de eerste ronde naar Crewe om het op te nemen tegen Crewe Alexandra uit de League One. Dankzij een benutte strafschop van Ben Strevens wonnen de Spitfires verrassend met 0-1. In de tweede ronde won Eastleigh met 2-0 van het twee divisies lager spelende Stourbridge FC, om zich zodoende te plaatsen voor de derde ronde. Hierin was tweedeklasser Bolton Wanderers de tegenstander. In eigen huis wist Eastleigh 1-1 te spelen, waardoor er een replay zou komen. Tien dagen later reisde Eastleigh af naar Bolton, waar door een 3-2 nederlaag het bekeravontuur ten einde kwam. Na de uitschakeling in de beker, werden de resultaten in de competitie minder. Ze eindigden uiteindelijk als zevende en miste een play-off plaats.
De club uit Eastleigh beleefde vervolgens twee mindere seizoenen waarin het eindigde in de middenmoot. Wel stunte het in 2016 weer in de FA Cup, ditmaal door Swindon Town na een replay uit te schakelen in de eerste ronde. In het seizoen 2018/19 werden de play-offs weer behaald. Dit kwam doordat de play-offs vanaf 2017 waren uitgebreid met twee extra teams. Eastleigh eindigde het seizoen als zevende en plaatste zich hierdoor voor de kwartfinale, waarin het Wrexham uit Wales wist te verslaan. In de halve finale verloor Eastleigh na strafschoppen van Salford City, waardoor het seizoen ten einde kwam.

## Erelijst
- Conference South
  - Winnaar: 2013/14
- Wessex League
  - Kampioen Premier Division: 2002/03
- Hampshire League
  - Kampioen Division Two: 1967/70
  - Kampioen Division Three: 1950/51, 1953/54
- Southampton Senior League (West)
  - Winnaar: 1949/50
- Hampshire Intermediate Cup
  - Winnaar: 1951[2]
- Hampshire Senior Cup
  - Winnaar: 2012[2]

Aldershot Town ·
Altrincham ·	
Barnet ·
Boston United ·
Braintree Town · 
Dagenham & Redbridge ·
Eastleigh ·
Ebbsfleet United ·
Forest Green Rovers ·
Fylde ·
Gateshead · 
Halifax Town · 
Hartlepool United ·
Maidenhead United ·
Oldham Athletic · 
Rochdale ·
Solihull Moors ·
Southend United ·
Sutton United ·
Tamworth ·
Wealdstone ·
Woking ·
Yeovil Town ·
York City